# Hiërarchie van de Rooms-Katholieke Kerk

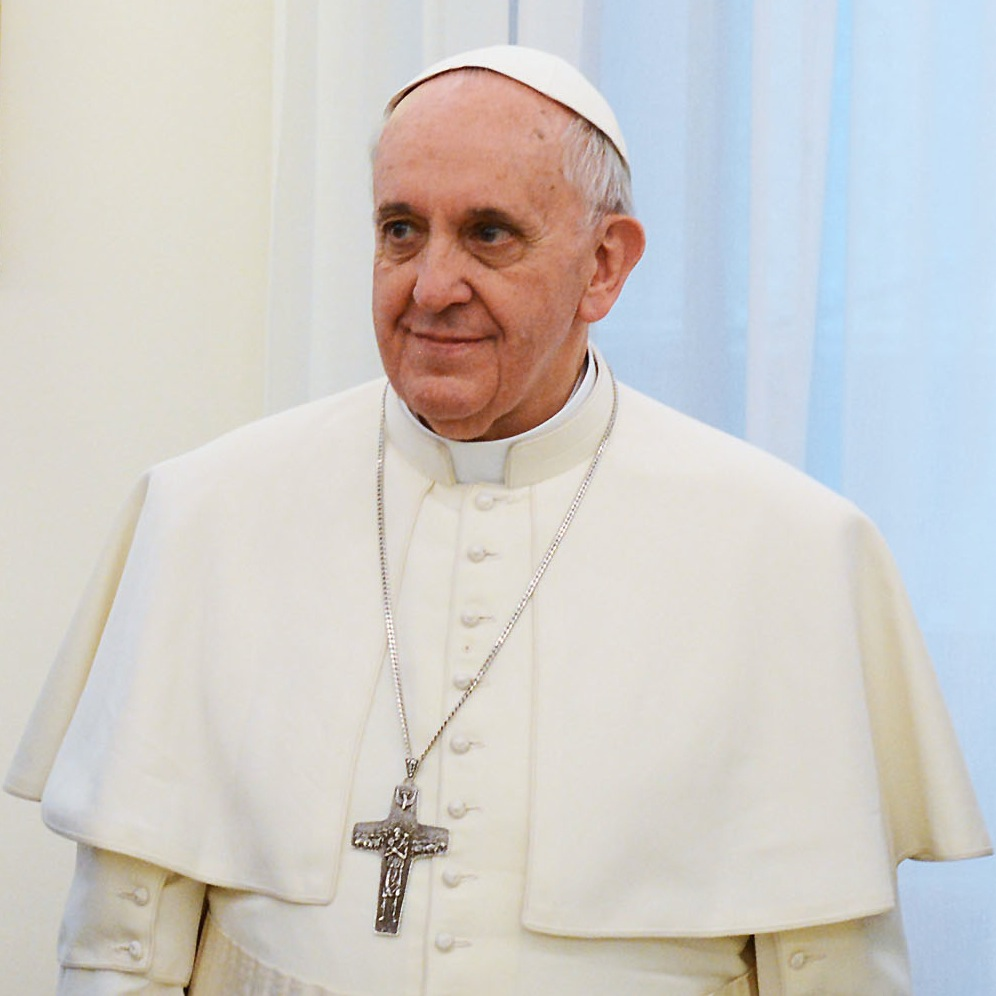
Paus Franciscus wordt door katholieken, net zoals al zijn voorgangers, beschouwd als de opvolger van de apostel Petrus en om die reden de rechtmatige leider van alle Katholieken op aarde.

De hiërarchie van de Rooms-Katholieke Kerk wordt bepaald in canones 330 tot en met 572 van het wetboek canoniek recht van 1983. Belangrijk hierin is het onderscheid tussen de sacramentele orde en het lekenapostolaat: gewijde personen symboliseren via het sacrament het Lichaam van Christus, maar leken (seminaristen, pastoraal werkers etc.) maken ook deel uit van de Kerk en dragen bij tot het algemene priesterambt. Deze ecclesiologie ziet bisschoppen als voortzetting van het apostelcollege. Het bisschopsambt bezit de volheid van het priesterlijke ambt. De paus, als bisschop van Rome en opvolger van Petrus, is het zichtbare hoofd van de Kerk.
De gewijde personen worden gediversifieerd in:
1. Wijdingshiërarchie
2. Ambtelijke hiërarchie
3. Substitutiële hiërarchie
4. Kerkelijke eretitels

## Wijdingshiërarchie
1. Bisschop (volle wijding): een bisschop heeft in zijn leven drie wijdingen ontvangen: eerst de diakenwijding, daarna de priesterwijding en tot slot de bisschopswijding. Hij heeft daarmee het volledige wijdingssacrament ontvangen.
2. Priester (partiële wijding): een priester heeft in zijn leven twee wijdingen ontvangen: eerst de diakenwijding en daarna de priesterwijding. Hij participeert daarmee in het wijdingssacrament van de bisschop.
3. Diaken (sub-partiële wijding): een diaken heeft in zijn leven één wijding ontvangen: de diakenwijding. Hij sub-participeert daarmee in het wijdingssacrament van de bisschop.

Men spreekt ook over de lagere en hogere wijdingen:
1. Priester  (hogere wijding)
2. Diaken (hogere wijding)
3. Subdiaken (hogere wijding)
4. Exorcist (lagere wijding)
5. Acoliet (lagere wijding)
6. Lector (lagere wijding)
7. Ostiarius (lagere wijding)

In het overgrote deel van de Katholieke Kerk zijn de vijf laagste wijdingsgraden (tot en met subdiaconaat) sinds het motu proprio Ministeria quaedam van paus Paulus VI op 1 januari 1973 achterwege gelaten. De wijdingen van acoliet en lector werden vervangen door de "aanstelling". In plaats van het subdiaconaat, waarmee de wijdeling de verplichting tot het celibaat en tot het brevier aanging, kwam een extra gelofte van zuiverheid bij het ontvangen van de wijding tot diaken. Het Priesterbroederschap van Sint Petrus en een reeks andere instituten die in communio met Rome zijn verbonden, passen deze wijdingen nog toe. Zij hebben de eeuwenoude traditie aangehouden en dienen de wijdingen nu nog op dezelfde manier toe als in het verleden.

## Ambtelijke hiërarchie

### Bisschop
| 1. |  | paus: hoofd van alle patriarchaten en alle kerkprovincies, in casu de gehele Kerk. |
| 2. |  | patriarch: hoofd van een patriarchaat, een particuliere Kerk in eenheid met Rome. Tevens zijn er vier rooms-katholieke patriarchaten: Jeruzalem, Venetië, Lissabon en Oost-Indië (Goa). |
| 3. |  | metropoliet: hoofd van een metropool. |
| 4. |  | aartsbisschop: hoofd van een aartsbisdom. |
| 5. |  | suffragaanbisschop: hoofd van een suffragaan bisdom. |
| 6. |  | hulpbisschop: een aartsbisschop of suffragaanbisschop kan een of meerdere assistenten hebben die ook bisschop zijn, maar hiërarchisch net een trapje lager staan, omdat de hulpbisschop wel wijdingsmacht heeft, maar géén bestuursmacht. Deze wijdingsmacht is ook weer beperkt, omdat een hulpbisschop niet mag wijden zonder toestemming van de suffragaanbisschop. |

Opmerkingen bij dit rijtje:
- De kardinaal is niet in dit rijtje opgenomen, omdat ze in de ambtelijke hiërarchie niet direct van toepassing zijn. Kardinalen zijn een slag apart. Ze staan in rang tussen de paus en de patriarch, maar niet iedere kardinaal is per definitie metropoliet en/of aartsbisschop. Suffragaanbisschop Karl Lehmann van Mainz was bijvoorbeeld wél kardinaal, maar zijn aartsbisschop Stephan Burger van Freiburg niet. Soms zijn kardinalen niet eens bisschop. In principe zijn ze dat wel altijd en als dat niet zo is dan worden ze tot bisschop gewijd, tenzij de kardinaal al zo oud is dat de bisschopswijding geen toegevoegde waarde meer heeft. Hun wijdingsmacht zullen ze toch niet meer gebruiken en zelf gewijd worden zal hun gezondheid geen goed doen. Een voorbeeld van een hedendaagse kardinaal die geen bisschop is, is Ernest Simoni. Of een kardinaal nu bisschop is gewijd of niet, hij is altijd hoger in rang dan een patriarch. Een voorbeeld van een kardinaal die wel nog tot bisschop werd gewijd, maar nooit iets met de bijbehorende wijdingsmacht heeft kunnen (en hoeven) doen, was kanunnik Gustaaf Joos die feitelijk gewoon lid was van de diocesane administratie.
- In katholieke kerkgenootschappen anders dan de Rooms-katholieke kerk bestaat ook nog de grootaartsbisschop. Deze staat in rang tussen de patriarch en de aartsbisschop.

### Priester
De priester is altijd ondergeschikt aan zijn suffragaanbisschop (waar het een aartsbisdom betreft is dit natuurlijk de aartsbisschop).
| 1. |  | deken: een bisdom bestaat (vaak) uit een aantal decanaten. De deken van een decanaat staat aan het hoofd van de priesters werkend in het decanaat. |
| 2. |  | pastoor: een decanaat bestaat uit een aantal parochies. Aan het hoofd van een parochie staat een pastoor.                                          |
| 3. |  | kapelaan: een pastoor kan hulp hebben van één of meerdere kapelaans (ook wel onder-pastoor genoemd).                                               |

### Diaken
Onder diakens bestaan er geen hiërarchische rangen. Wel kan er nog onderscheid worden gemaakt tussen:
| 1. |  | transeunt-diaken: diaken die voorneemt priester te worden.                                                                                      |
| 2. |  | permanent-diaken: diaken die niet voorneemt priester te worden. Vaak zijn zij gehuwd en is daarom de stap naar het priesterschap niet mogelijk. |

## Vervangende hiërarchie
Er is een aantal geestelijken die - al dan niet in groepsverband - een hogere geestelijke kunnen vervangen.

### Kardinaal

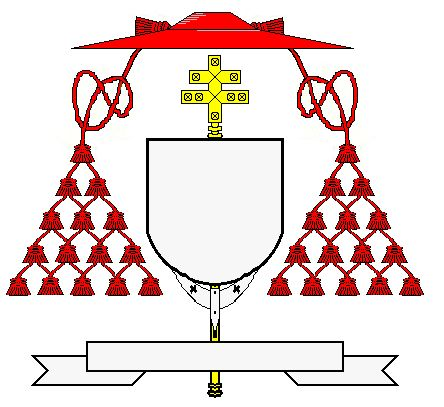

Over de kardinaal is al kort iets gezegd. Alle kardinalen samen (m.a.w. het College van Kardinalen) kunnen de paus vervangen. Dit gebeurt in eerste instantie wanneer de paus overlijdt. De kardinalen jonger dan 80 jaar kiezen dan (meestal uit hun midden) een nieuwe paus. Maar ook als de paus ernstig ziek is, kan het College van Kardinalen de macht van de paus overnemen. Het College van Kardinalen kan echter niet de macht overnemen van de paus zonder diens wil, al is er in het verleden ook weleens zodanig veel druk op een paus uitgeoefend dat deze in feite geen macht meer had, omdat het anders niet goed met hem zou aflopen. Binnen de kardinalen zijn er ook weer enkele rangen:
1. kardinaal-bisschoppen
  1. deken van het College van Kardinalen
  2. vice-deken
  3. overige kardinaal-bisschoppen
  4. kardinaal-patriarchen (m.a.w. leden van de geünieerde Katholieke Kerken die tot kardinaal zijn verheven).
2. kardinaal-priesters
  1. kardinaal-protopriester
  2. overige kardinaal-priesters
3. kardinaal-diakens
  1. kardinaal-protodiaken
  2. overige kardinaal-diakens

### Kanunnik
Een (seculiere) kanunnik is een lid van het kapittel. De kanunniken in het kapittel assisteren de bisschop bij het dagelijks bestuur. Het kapittel kan bij de nuntius een advies indienen voor mogelijke kandidaten voor een bisschopsambt. De paus beslist echter hierin en kan het briefje volgen, of naast zich neer leggen.
In het kapittel is de volgende rangorde:
| 1. |  | Proost              |
| 2. |  | Overige kanunniken. |

### Vicaris
Een vicaris is een vervanger van een bisschop. Vaak delegeert een bisschop bepaalde taken door naar één of meer vicarissen en houdt zelf de verantwoordelijkheid. De vicarissen tezamen kunnen de suffragaanbisschop vervangen tijdens ziekte. Bij overlijden of terugtreden van een suffragaanbisschop wordt meestal een diocesaan administrator aangesteld (door de paus) en daarna een nieuwe bisschop. Zoals een paus buiten zijn wil niet kan worden vervangen door het College van Kardinalen, kan een suffragaanbisschop buiten zijn wil ook niet worden vervangen door zijn vicarissen. De vicarissen zullen in een dergelijk geval de paus vragen maatregelen te nemen.
Sommige suffragaanbisschoppen hebben maar één of twee vicarissen, anderen hebben er (veel) meer. Dan ontstaat de volgende rangorde.
| 1. |  | Vicaris-generaal   |
| 2. |  | Overige vicarissen |

Vaak zijn er twee vicarissen-generaal, zodat de een de ander kan vervangen. Als een suffragaanbisschop één of meer hulpbisschoppen heeft, zal hij deze in de regel vicaris-generaal benoemen. Een hulpbisschop heeft immers alleen wijdingsmacht en geen bestuursmacht, hetgeen hem net zo nietig maakt als de kapelaan van het kleinste dorpje van het bisdom. Om de hulpbisschop wat meer bestuursmacht te geven, wordt deze daarom vaak vicaris-generaal.
Vaak zijn binnen één bisdom dezelfde personen zowel kanunnik als vicaris, terwijl een verschil bestaat tussen beide ambten.

## Kerkelijke eretitels
Priesters die zich bijzonder verdienstelijk hebben gemaakt kunnen door hun bisschop bij de paus worden aanbevolen, die hen daarop een eretitel verleent:
| 1. |  | Apostolisch protonotaris        |
| 2. |  | Ereprelaat van Zijne Heiligheid |
| 3. |  | Kapelaan van Zijne Heiligheid   |

Deze priesters mogen zich "monseigneur" laten noemen, in plaats van "eerwaarde". Ook mogen zij iets andere kleding dragen dan andere priesters. Dit alles is honoris causa (door eer veroorzaakt).
Met deze eretitels zijn combinaties mogelijk, waardoor de hiërarchie opeens van twee kanten moet worden bezien. Want wie is er nu hoger: een deken die geen eretitel heeft, of een pastoor die wel een eretitel heeft? Bij twijfel leert de etiquette dat de hoogste rang moet worden gegeven en de laagste rang moet worden genomen.

## Hiërarchie in de ordes en congregaties
Binnen de ordes en congregaties bestaat ook een hiërarchie, die in principe gelijk is aan het bovenstaande, maar enkele uitbreidingen kent.
De hoogste macht ligt bij de paus. Hij zou een complete orde of congregatie kunnen verbieden (bijvoorbeeld de Tempeliers). Dat gebeurt echter niet snel. Eerder gebeurt het dat de paus een orde of congregatie op de vingers tikt (zo werden de jezuïeten recent nog door de paus herinnerd aan hun gelofte van gehoorzaamheid jegens hem).
Bij iedere orde of congregatie kan de volgende hiërarchie worden onderscheiden:
1. Generaal-overste: sommige ordes of congregaties geven hier een andere naam aan, maar het blijft in de praktijk hetzelfde. Deze man of vrouw resideert vaak in Rome en is het eerste aanspreekpunt voor het Vaticaan.
2. Provinciaal: vaak is er per kerkprovincie één provinciaal overste, die een bepaald gebied waarin de betreffende orde of congregatie actief is, aanstuurt.
3. Overste: dagelijks bestuurder binnen een orde of congregatie.
4. Prior: vervanger van de overste.
5. Gewone leden.

Dan bestaat er nog de rangorde op basis van de afgelegde geloften:
1. Geprofeste: iemand die de geloften voor de eeuwigheid heeft afgelegd.
2. Novice: iemand die de geloften voor bepaalde tijd heeft afgelegd.
3. Postulant: iemand die wel al lid is van de orde of congregatie, maar nog geen geloften heeft afgelegd. Zij zijn kort in de orde of congregatie en gaan door een soort kennismakingsperiode, waarin hun roeping wordt getest.

Merk op dat een geprofeste leek kan zijn - altijd het geval bij een zusterorde - en dat een postulant gewijd - zelfs bisschop - kan zijn (bijvoorbeeld Tiny Muskens). Ook zijn er pausen geweest die lid waren van een orde of congregatie, waaronder veel benedictijnen. De laatste geprofeste paus voor de huidige paus Franciscus was Gregorius XVI (pontificaat 1831–1846).
Eretitels (Apostolisch protonotaris, Ereprelaat van Zijne Heiligheid en Kapelaan van Zijne Heiligheid) worden nooit uitgereikt aan leden van een orde of congregatie. Dit vanwege de gelofte van armoede, die onnodig bezit (waaronder eretitels) laakt. Mocht een kapelaan van de paus dus intreden in een klooster, dan moet hij de titel neerleggen.

### Abt
Dit is de overste van een abdij (bijvoorbeeld de benedictijnen en de norbertijnen). Een abt is altijd hoger in rang dan een overste van een andere orde of congregatie die geen abten kennen. Er zijn twee soorten abten:
| 1.  |  | De gemijterde abt.                                |
| 2a. |  | De ongemijterde abt.                              |
| 2b. |  | De (altijd ongemijterde) abdis (vrouwelijke abt). |

De gemijterde abt stond in rang gelijk aan de suffragaanbisschop, omdat ze de leiding hadden over hun klooster, wat als hun bisdom werd gezien. De abt mocht vroeger de lagere wijdingen uitvoeren op zijn ondergeschikten. Vandaag de dag is dat niet meer zo. Om te kunnen wijden moet men bisschop zijn. In de praktijk verrichten hulpbisschoppen vaak de wijdingen in kloosters.